# Live (álbum de The Corrs)
Live es un álbum de la banda irlandesa The Corrs, del que se lanzaron dos ediciones en distintos años: una para Alemania en 1996 y otra para Japón en 1997. Solo fue editado en estos dos países, y constituyen el segundo álbum del grupo. El contenido de estos trabajos es diferente en cada una de las dos ediciones.

## Edición alemana
1. Leave me alone (live)
2. The right time (live)
3. Runaway (live)
4. Secret life (live)
5. Someday (live)
6. Love to love you (live)
7. Toss the feathers (live)

## Edición japonesa
1. Runaway (live)
2. Secret life (live)
3. Toss the feathers (live)
4. Forgiven not forgotten (acústico)
5. The right time (acústico)
6. Rainy day (inédito)
7. The right time (radio dance mix)

Los temas en directo están grabados del Festival Langelands de Dinamarca (27 de julio de 1996). Se vendieron unas 300 000 copias de esta rareza.
- Datos: Q625326